# Áquila (comuna italiana)
Áquila (em italiano: L'Aquila, /ˈlaːkwila/) é uma comuna italiana da região dos Abruzos, província de Áquila, com cerca de 72.948 habitantes. Estende-se por uma área de 466,87 km², tendo uma densidade populacional de 135 hab/km². Faz fronteira com Antrodoco (RI), Barete, Barisciano, Borgorose (RI), Cagnano Amiterno, Campotosto, Capitignano, Crognaleto (TE), Fano Adriano (TE), Fossa, Isola del Gran Sasso d'Italia (TE), Lucoli, Magliano de' Marsi, Ocre (Abruzos), Pietracamela (TE), Pizzoli, Rocca di Cambio, Rocca di Mezzo, Santo Stefano di Sessanio, Scoppito, Tornimparte.

## A fundação da cidade
Fundada por projeto do imperador Frederico II, em torno de 1230, com o nome de Áquila, tornou-se Aquila degli Abruzzi em 1861 e L'Aquila em 1939.[carece de fontes?]
Para alguns pesquisadores, Áquila deveria ter sido, nas intenções do seu fundador Frederico II, a nova Jerusalém, e, segundo uma teoria recente (atribuída a Luca Ceccarelli), os edifícios mais importantes da cidade foram construídos de maneira que se repetisse o formato da constelação da Águia.
Áquila é uma cidade peculiar, nascida  não por uma casualidade, mas por um projeto segundo um formato anterior que não encontra precedentes na história do urbanismo (um caso similar, em 1703, foi a fundação de São Petersburgo). Foi constituída a partir da união de muitas localidades da região (99, segundo a tradição local), cada um constituído de um quarteirão que permaneceu ligado à localidade-mãe, do qual foi considerado parte durante cerca de um século.

## História
O primeiro conselho de cidadãos foi composto pelos prefeitos dos vários vilarejos e a cidade não teve propriamente uma existência jurídica reconhecida até o reino de Carlos II de Nápoles, que nomeou um camerlengo como responsável pelos impostos, que, dali em diante, passaram a ser pagos pela cidade enquanto tal - e não mais pelos vilarejos, individualmente, cada um deles correspondendo a um dos bairros da cidade.
Sucessivamente, o camerlengo adquiriu também poder político, tornando-se presidente do conselho de cidadãos (que teve vários nomes e composições no curso dos séculos). A cidade, autônoma - embora inicialmente sob a soberania do Reino da Sicília e, posteriormente, sob o Reino de Nápoles, além de um curto período em que pertenceu aos Estados Pontifícios - era governada por dois poderes: o conselho de cidadãos e o capitão régio; a estes se juntou, no século XIV, o conde Pietro Camponeschi, dito Lalle, ficando assim constituído um triunvirato.
Antes disso, a cidade fora quase uma senhoria de Niccolò dell'Isola, nomeado Cavaleiro do Povo - muito amado pelos aquilanos, segundo relato do cronista aquilano Buccio di Ranallo (c. 1294 – 1363). Posteriormente, quando seu poder começou a crescer demais, Niccolò foi envenenado, a mando de Carlos II.
Também Camponeschi, Grande Chanceler do Reino de Nápoles, conde feudal de Montorio al Vomano e quase "senhor" de Áquila, terminou assassinado, mas desta vez, por ordem de Luís de Taranto, (c. 1320 – 1362), Príncipe de Taranto e rei consorte de Nápoles, neto de Carlos II.
O terceiro e último senhor da cidade foi Ludovico Franchi, que desafiou até os papas, hospedando Afonso I d'Este, expulso de Ferrara, e os filhos de Giampaolo Baglioni, o último senhor de Perúgia. Todavia, quando o seu poder começou a se tornar muito grande, os aquilanos, sempre ciosos da sua liberdade, queixaram-se ao rei de Nápoles, que depôs e aprisionou Ludovico Franchi.
A cidade, que era a segunda do reino em potência e riqueza, começou a decair no século XVI, quando o vice-rei espanhol Filiberto d'Orange, depois de tê-la devastado, separou-a do seu condado, ali introduzindo o feudalismo espanhol e privando-a de sua autonomia.

## Demografia
| Variação demográfica do município entre 1861 e 2011                               |
|                                                                                   |
| Fonte: Istituto Nazionale di Statistica (ISTAT) - Elaboração gráfica da Wikipedia |

## Geologia

### Os terremotos na história de Áquila
A cidade de Áquila está assentada em uma das áreas de maior sismicidade da península Itálica e desde a sua fundação foi muitas vezes sacudida por eventos telúricos.
O primeiro terremoto de que se tem notícia ocorreu em 3 de dezembro de 1315. Um outro sismo importante se verificou em 9 de setembro de 1349, de intensidade estimada correspondente ao grau X da escala de Mercalli. Outros ocorreram em 26 de novembro de 1461 e em 2 de fevereiro de 1703, com intensidade semelhante.
Em 1703, mais de 3 000 pessoas pereceram e quase todas as igrejas da cidade desmoronaram. Os sobreviventes abandonaram a cidade mas alguns decidiram que Áquila deveria renascer a qualquer custo. Com este objetivo, o papa Clemente XI enviou padres e freiras para que, desprovidos dos seus votos, aos poucos repovoassem a cidade.
O terremoto de maior importância na história da cidade ocorreu, porém, em 31 de julho de 1786, quando morreram cerca de 6 000 pessoas.
Em 24 de junho de 1958 um novo sismo atingiu a cidade.
O sismo de Áquila de 2009 foi um sismo de 6,3 graus na escala de Richter registado em 6 de abril de 2009 na zona central da península Itálica. Áquila foi o epicentro. O sismo deixou pelo menos 309 mortos, mais de 1 000 feridos e centenas de edificações total ou parcialmente destruídas, sobretudo no centro de Áquila mas também em outras localidades próximas.

## Lugares de interesse
Nos dias de hoje, a cidade é um centro turístico, que tem diversos lugares de interesse histórico:
- O castelo-fortaleza espanhol do século XVI;
- A basílica católica de Santa Maria de Collemaggio, onde foi coroado e onde está sepultado o Papa Celestino V;
- A basílica renascentista de San Bernardino, com o notável sepulcro de Maria Pereira, mulher de Lalle Camponeschi, e com a tumba do santo;
- A fonte medieval de 99 canais repleta de simbolismos ocultos que reconduzem aos cistercensos e colocada como a Fonte de Siloé a Jerusalém.

L'Aquila, encontrando-se circundada de vários montes, entre os quais também o Gran Sasso, nos Apeninos, soube desfrutar desta posição, seja no verão, para atrair os turistas amantes do excursionismo ou somente em busca de um pouco de ar fresco, ou seja no inverno, graças a alguns locais para a prática de esqui mais famosos do centro-sul da Itália.